# Goumiers
Los goumiers marroquíes fueron soldados que sirvieron en unidades auxiliares incorporadas al Ejército de África (Armée d'Afrique) francés entre 1908 y 1956. Aunque estaban nominalmente al servicio del sultán de Marruecos, en la práctica se encontraban a las órdenes de oficiales franceses. El término goumier también se utiliza ocasionalmente para designar a los soldados nativos en el ejército francés de Sudán y del Alto Volta durante la época colonial.

## Etimología
Esta palabra tien su origen el término árabe magrebí koum (قوم), que significa "pueblo". La designación no específica goumi (en francés: goumier) se utilizaba para eludir distinciones tribales y obligó a servir las diferentes regiones para servir juntos en unidades mixtas para una causa "común".
En terminología militar francesa, un goum era una unidad de doscientos auxiliares. Tres o cuatro goums formaban un tabor. Un engine o groupe estaba compuesto por tres tabores. El goum en este caso era el equivalente a una compañía en unidades militares regulares y un tabor sería de ese modo equivalente a un batallón.
Cada goum era una mezcla de soldados de diferentes tribus bereberes procedentes principalmente de las montañas del Atlas de Marruecos.

## Historia

### Orígenes
La designación de goumiers se refería originalmente a los soldados irregulares tribales empleados como aliados para el ejército francés en la década del 1900 en el sur de Argelia. Estos auxiliares montados operaban bajo su propio liderazgo tribal y se distinguían completamente de los regimientos musulmanes regulares de caballería (spahi o cipayos) e infantería (tirailleurs) del Ejército de África. Después de 1870, los goums argelinos fueron sustituidos por los cuerpos indígenas permanentes.
Posteriormente, los auxiliares de policía tribales al servicio de la gendarmería francesa en las áreas ocupadas de Marruecos pasaron también a ser denominados goumiers.

### Marruecos (1908-1934)
Se emplearon goumiers argelinos durante las etapas iniciales de la intervención francesa en Marruecos a partir de 1908. Después del fin de su tiempo de alistamiento, los argelinos volvían a su tierra natal, pero las ventajas de los indígenas irregulares eran tales que fueron sustituidos por tropas marroquíes. Los marroquíes, que mantuvieron la designación de goumiers, servían en destacamentos al mando de oficiales franceses, y en un principio mayoritariamente suboficiales argelinos, en ambos casos secundados por cipayos y tirailleurs. Los propios suboficiales marroquíes eran designados en su momento.
Estos goumiers marroquíes empleados de forma semipermanente, estaban formados inicialmente en seis destacamentos separados de la milicia local por el general Albert D'Amade en 1908 para patrullar las zonas recientemente ocupadas. También sirvieron como exploradores y de apoyo de las tropas regulares francesas, y en 1911 se convirtieron en unidades permanentes.
Nominalmente, estaban bajo el control del sultán de Marruecos, pero en la práctica formaban una prolongación del ejército francés y posteriormente lucharon por Francia en terceros países. Sin embargo, su mayor participación fue en el propio Marruecos durante el período de la conquista francesa.
Al principio, los goums marroquíes llevaban trajes tribales con mantos azules como uniforme, pero a medida que alcanzaban la condición de permanentes, adoptaron la chilaba (una túnica larga con capucha tradicional marroquí) distintiva de color marrón con rayas grises que iba a permanecer como su marca registrada a lo largo de su historia con el ejército francés. El tocado habitual era un turbante. Los goums incluían tanto elementos de infantería como de caballería. Sus armas tradicionales eran los sables o dagas alargadas.
Una fuerza equivalente, conocida como la Mehalla Jalifiana, fue creada en el Marruecos español tomando a los goumiers de Francia como modelo.

### Primera Guerra Mundial

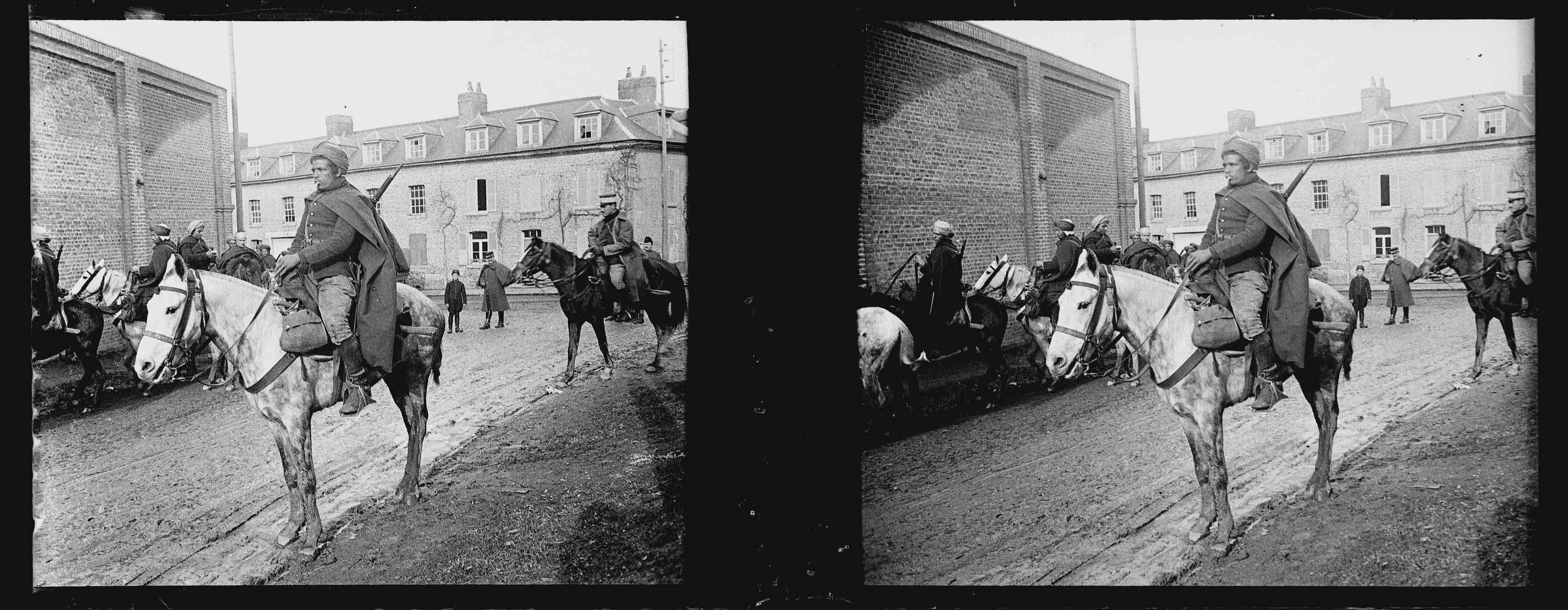
Soldado de caballería goumier (en este caso, un cipayo irregular argelino) en Saleux (Somme) entre mayo y junio de 1915, durante la Primera Guerra Mundial.

Los goumiers no operaron fuera de Marruecos durante la Primera Guerra Mundial, aunque en ocasiones se usaba el término para referirse a destacamentos de cipayos irregulares argelinos en Flandes a finales de 1914. Sin embargo, su existencia permitió al general Hubert Lyautey retirar una parte sustancial de las fuerzas regulares francesas de Marruecos para servir en el frente occidental.

### Entreguerras
Para 1924 había veintisiete unidades goum al servicio de Francia, compuestas por destacamentos mixtos de infantería y caballería en proporción de tres a uno. Junto con los irregulares tribales «partisanos», los goumiers sumaban unos diez mil hombres. Se siguió adscribiendo a oficiales y suboficiales franceses desde unidades regulares.
Los goumiers prestaron un valioso servicio durante las guerras del Rif de la década de 1920. Posteriormente se convirtieron en una especie de gendarmería, mantenimiento el orden en los distritos rurales de Marruecos.

### Segunda Guerra Mundial

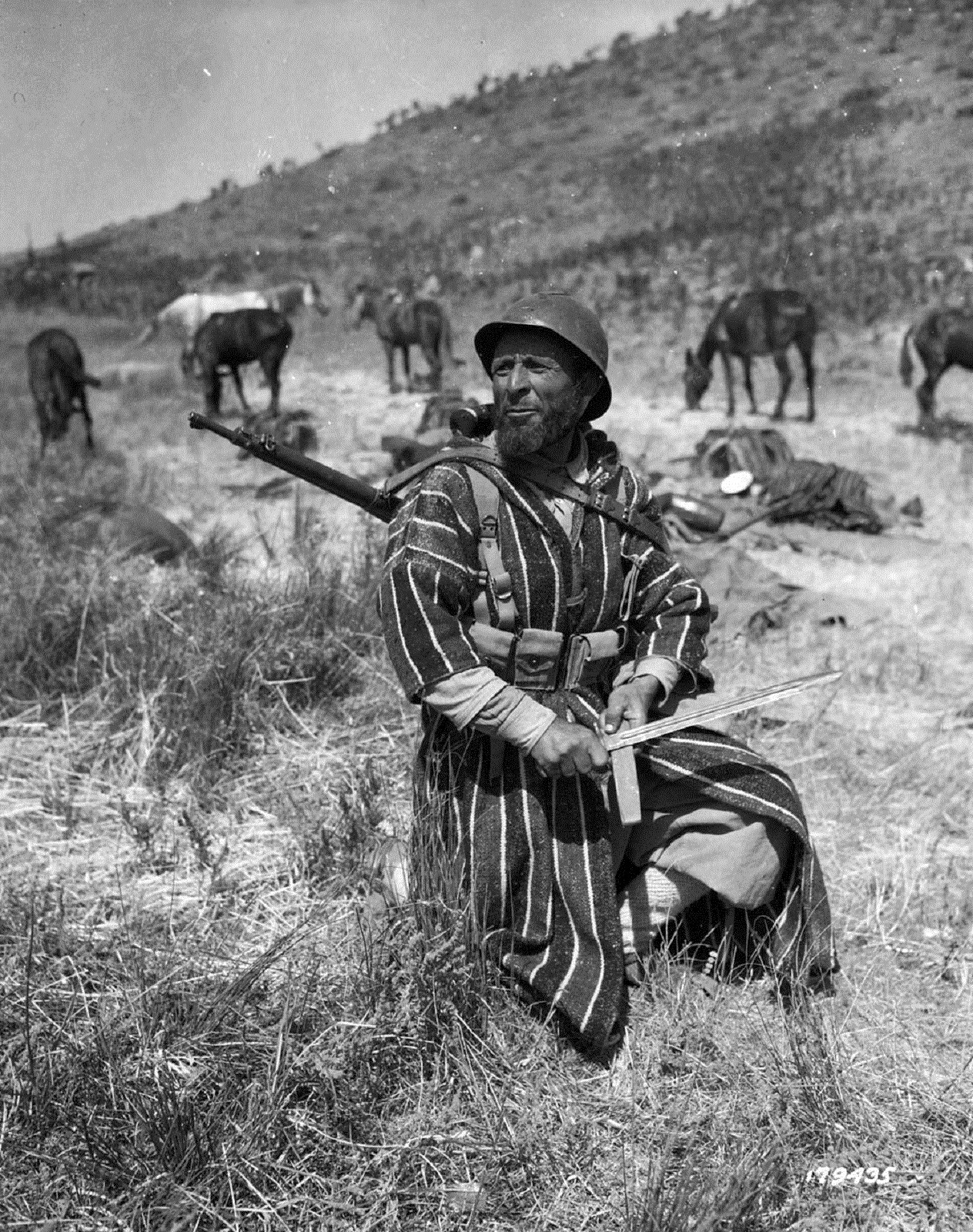
Goum en la revista Yank, afilando la bayoneta.

Cuatro grupos marroquíes (unidades del tamaño de regimientos, unos doce mil hombres en total) sirvieron en las fuerzas aliadas durante la Segunda Guerra Mundial. Se especializaron en incursiones nocturnas y lucharon contra las fuerzas de la Italia fascista y la Alemania nazi durante 1942-1945. También se utilizaron unidades de goumiers en las líneas del frente en las zonas montañosas de terreno áspero, liberando a las unidades regulares de infantería aliadas para operar a lo largo de los ejes de avance más importantes.

#### Norte de África (1940-1942)
En mayo de 1940 se organizó el 1.er Grupo de Auxiliares Marroquíes (en francés: 1.er Groupe de Supplétifs Marocains, GSM) a partir de 12 goums. Este grupo combatió contra las tropas italianas que operaban en Libia. Después del armisticio de 1940, los goums volvieron a Marruecos. Para evadir los estrictos límites alemanes sobre cuántas tropas podría mantener Francia en el norte de África, los goumiers fueron descritos con funciones de gendarmería, tales como el mantenimiento del orden público y la vigilancia de las fronteras, aunque tenían armamento, organización y disciplina militar.

#### Túnez (1942-1943)
El primer GSM luchó en el frente de Túnez como parte de la División de Marcha Marroquí entre marzo y diciembre de 1942, y se le incorporó el segundo GSM en enero de 1943.
El comandante del 15.º Grupo de los Ejércitos Británicos, el general Harold Alexander, calificó a los goumiers marroquíes de «grandes luchadores» y los utilizó junto a los aliados para poder tomar Bizerta y Túnez.
Después de la campaña de Túnez, los franceses organizaron dos grupos adicionales y renombraron los grupos como Agrupación de Tabores Marroquíes (Groupement de Tabors Marocains, GTM). Cada grupo incluía un comando goum (compañía) y tres tabores (batallones) de tres goums cada uno. Un tabor contaba con cuatro morteros de 81 mm y un total de ochocientos noventa y un hombres. Cada goum de infantería constaba de doscientos diez hombres, un mortero de 60 mm, dos ametralladoras ligeras y siete rifles automáticos.
Separado de los grupos, el 14.º Tabor no participó en los combates en Europa y permaneció en Marruecos para mantener el orden público durante el resto de la guerra.

#### Italia (1943-1945)
El Cuarto Tabor de Goums Marroquíes luchó en la Campaña de Sicilia, desembarcando en Licata el 14 de julio de 1943 y uniéndose al Séptimo Ejército de los Estados Unidos. Los Goumiers del Cuarto Tabor se incorporaron a la Primera División de Infantería de los Estados Unidos primero de Infantería el 27 de julio de 1943 y fueron reconocidos en los archivos de registro del 26.º Regimiento de Infantería por su valentía. A su llegada, muchos soldados italianos se rindieron en masa, mientras que los alemanes comenzaron a retirarse a grandes distancias de la presencia de goumiers conocidos.
La campaña de Italia de la Segunda Guerra Mundial es quizás la más conocida y más controvertida en la historia de los goumiers. El Cuarto Grupo de Tabores desembarcó en Italia en noviembre de 1943, y fue seguido en enero de 1944 por el Tercer Grupo y reforzado por el Primer Grupo en abril de 1944.
En Italia, los aliados sufrieron un largo período de estancamiento en la Línea Gustav alemana. En mayo de 1944, tres grupos de goumiers, con el nombre de Corps de Montagne, fueron la vanguardia del ataque del Cuerpo Expedicionario Francés (CEF) al mando del general Alphonse Juin a través de los montes Auruncos durante la Operación Diadem, la cuarta y última Batalla de Montecassino.
El comandante aliado de EE. UU., el general Mark Clark, también rindió homenaje a los goumiers y los regulares marroquíes de las unidades de tirailleurs.

A pesar de la resistencia enemiga de refuerzo, la 2.ª División marroquí penetró en la Línea Gustav en la lucha en menos de dos días. Las siguientes 48 horas en el frente francés fueron decisivas. Los Goumiers con cuchillos pululaban por las colinas, especialmente de noche, y toda la fuerza del general Juin mostraba una agresividad que los alemanes no pudieron soportar. Cerasola, San Giorgio, Monte D'Oro, Ausonia y Esperia fueron tomados en uno de los avances de la guerra en Italia más brillantes y atrevidos... Por esta actuación, que iba a ser una clave para el éxito de toda la unidad en Roma, yo siempre seré un admirador agradecido del general Juin y su magnífico CEF.
[cita requerida]

Durante su lucha en la campaña de Italia, los goumiers sufrieron 3.000 bajas, de las cuales 600 murieron en batalla.

##### Atrocidades reportadas
Sin embargo, los logros militares de los goumiers en Italia estuvieron acompañados por numerosos informes de crímenes de guerra:

...un número excepcional de marroquíes fueron ejecutados - muchos de ellos sin juicio - supuestamente por asesinar, violar y saquear en la campiña italiana. Las autoridades francesas trataron de solucionar el problema trayendo a numerosas mujeres bereberes para servir como "seguidoras de campo" en las zonas de retaguardia reservadas exclusivamente para los goumiers.

De acuerdo con fuentes italianas, más de siete mil personas fueron violadas por los goumiers. Esas violaciones, más tarde conocidas en Italia como marocchinate (literalmente, «marroquinadas»), se produjeron con mujeres, niños y hombres, entre ellos algunos sacerdotes. El alcalde de Esperia (una comuna de la provincia de Frosinone) informó que en su ciudad fueron violadas setecientas mujeres, de un total de dos mil quinientos habitantes, y que algunas murieron como resultado de ello. En el norte del Lacio y el sur de la Toscana, los goumiers al parecer violaron y mataron en ocasiones a mujeres y hombres jóvenes después de que se hubieran retirado los alemanes, incluidos los miembros de las formaciones partisanas.
Por otra parte, un periodista británico comentó: «Los goums se han convertido en una leyenda, un chiste... Ningún relato de sus violaciones o de sus demás actos es tan excéntrico como para hacerlo pasar por cierto».
El cuerpo expedicionario francés ejecutó, por medio de un pelotón de fusilamiento, a quince soldados y sentenció a otros cincuenta y cuatro a trabajos forzados en las prisiones militares por actos de violación o asesinato. En 2015 el Estado italiano indemnizó a una víctima de estos actos.

#### Córcega (1943)
En septiembre de 1943, el 2.º Grupo de Tabores Marroquíes participó en la liberación de Córcega, y luchó contra los alemanes en las montañas cerca de Bastia.

#### Elba (1944)
El 2.º Grupo de Tabores Marroquíes formó parte de las fuerzas francesas que tomaron Elba a los alemanes en junio de 1944. La operación fue llamada Operación Brassard. La isla estaba más fuertemente defendida de lo esperado, y hubo muchas bajas en ambos bandos, como resultado de los fuertes enfrentamientos.

#### Francia metropolitana (1944)
Los grupos 1.º, 2.º y 3.º de Tabores Marroquíes lucharon en las campañas en el sur de Francia, los Vosgos y Alsacia a finales de 1944 y principios de 1945. Los Goumiers comenzaron a desembarcar en el sur de Francia el 18 de agosto de 1944. Se unieron a la 3.ª división de infantería de Argelia, y los tres grupos participaron en la liberación de Marsella entre el 20 y el 28 de agosto de 1944. 
Posteriormente, el 1º grupo aseguró la frontera alpina entre Francia e Italia hasta finales de octubre de 1944 y, a continuación, tomó parte en el forzamiento de la brecha de Belfort en noviembre. A fines de septiembre y principios de octubre de 1944, los grupos 2.º y 3.º combatieron en las zonas de Remiremont y Gérardmer. Los tres grupos actuaron en las montañas de los Vosgos durante noviembre y diciembre de 1944, frente a un clima extremadamente frío y gran resistencia alemana. Después de duros combates en las montañas de los Vosgos y la bolsa de Colmar, el 3.º grupo fue repatriado a Marruecos en abril de 1945, siendo sustituido en Europa por el 4.º grupo, que había regresado al norte de África después de que las fuerzas francesas abandonaran Italia.

#### Alemania (1945)
Los grupos 1.º, 2.º y 4.º de Tabores Marroquíes actuaron en las operaciones finales de invasión del suroeste de Alemania en 1945. El 1.º grupo luchó a través de la Línea Sigfrido en el Bienwald entre el 20 y el 25 de marzo de 1945 y fue la primera fuerza aliada en poner pie en suelo alemán. En abril de 1945, el 1.º y 4.º grupos participaron en el combate para apoderarse de Pforzheim. En las últimas semanas de la guerra, el 2.º Grupo combatió en la Selva Negra y se adentraron por el sureste de la frontera austríaca de Alemania. Durante el mismo período, el 1.º y 4.º grupos avanzaron con otras fuerzas francesas hacia Stuttgart y Tubinga. A mediados de 1946, los tres grupos habían sido repatriados a Marruecos.
El total de bajas goumiers en la Segunda Guerra Mundial fue de 8018, de los cuales 1625 cayeron en combate.

### Indochina (1949-1954)
Después de la Segunda Guerra Mundial, los goumiers marroquíes sirvieron en la Indochina francesa desde junio de 1949 hasta la caída de Dien Bien Phu en 1954. Estacionados en la zona fronteriza al norte de Tonkin, las unidades goumiers se destinaron principalmente a la escolta de convoyes y búsqueda y destrucción de abastecimiento. En contraste con los tiradores marroquíes regulares, que se alistaban por períodos fijos de servicio, las goumiers eran contratados para servir específicamente en Indochina durante el período de hostilidades.
Como en campañas anteriores, se organizaron los goumiers por su tamaño en tabores, comprendiendo cada uno varios goums o compañías. La proporción de oficiales franceses era baja, normalmente sólo dos en cada compañía. En un momento dado, había por lo general tres tabores sirviendo en Indochina durante la guerra contra el Viet Minh. En octubre de 1950, el 11.º Tabor fue atacado en Na Kheo, quedando sólo 369 sobrevivientes de 924 goumiers y oficiales franceses.
Esta fue su última campaña en el servicio francés. Los goumiers aparecieron sólo en desfiles, llevando los turbantes de cima plana y chilabas de color marrón a rayas que habían distinguido a estas unidades desde 1911.

### Después de la independencia de Marruecos
Con la independencia de Marruecos en 1956, los goums se incorporaron en el nuevo Ejército Real de Marruecos. Tras las negociaciones entre los gobiernos francés, español y marroquí, se acordó que sendas unidades marroquíes regulares y auxiliares podrían ser transferidas a las nuevas Fuerzas Armadas Reales (FAR).
Catorce mil efectivos marroquíes fueron traspasados del servicio francés. El ejército marroquí moderno incluye una compañía de Gendarmería Real y una fuerza de auxiliares. Ambos cuerpos tienen el papel de policía rural y son, en ese sentido, los sucesores de los Goumiers.

## Símbolos

### Insignias
La insignia general de los goums marroquíes estaba formada por un puñal de punta curvada o gumía con las siglas GMM. Sin embargo, cada grupo de tabores marroquíes (GTM) contaba con su propia insignia entre 1943 y 1945.

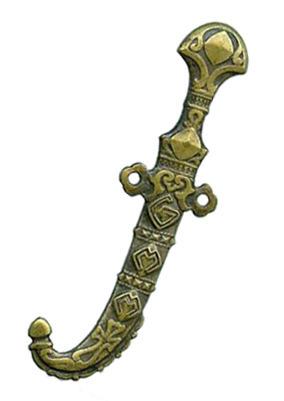
Insignia general de los goums mixtos marroquíes
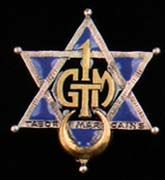
Insignia del 1er GTM
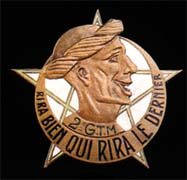
Insignia del 2.º GTM. Lleva inscrito Insel proverbio «quien ríe el último, ríe mejor».
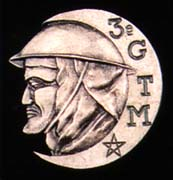
Insignia del 3.º GTM
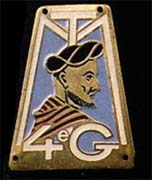
Insignia del 4.º GTM

### Bandera

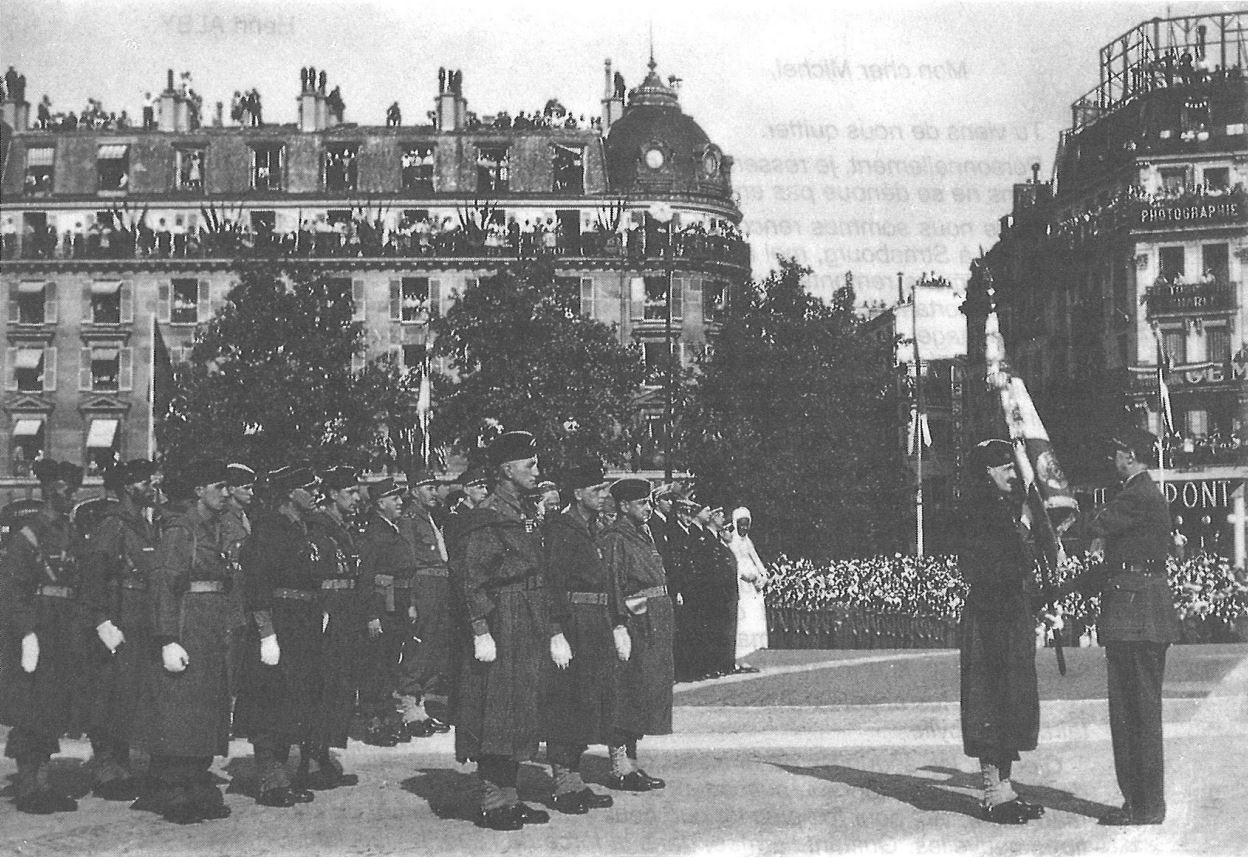
El 14 de julio de 1945, el general De Gaulle entregó en París la bandera de los goums al coronel Hogard, comandante de los GTM.

Hubo una sola bandera para todos los tabores de goums marroquíes que les fue entregada en 1945 por el general De Gaulle antes del desfile del 14 de julio en la Avenida de los Campos Elíseos. La bandera lleva las siguientes inscripciones cosidas en letras de oro en sus pliegues:

Maroc 1908-1934

Tunisie 1942-1943

Sicile 1943

Corse 1943

Italie 1944

France 1944-1945

Allemagne 1945

Indochine 1948-1954

Tras su disolución en 1956, la bandera se encuentra en Los Inválidos.

### Pendón

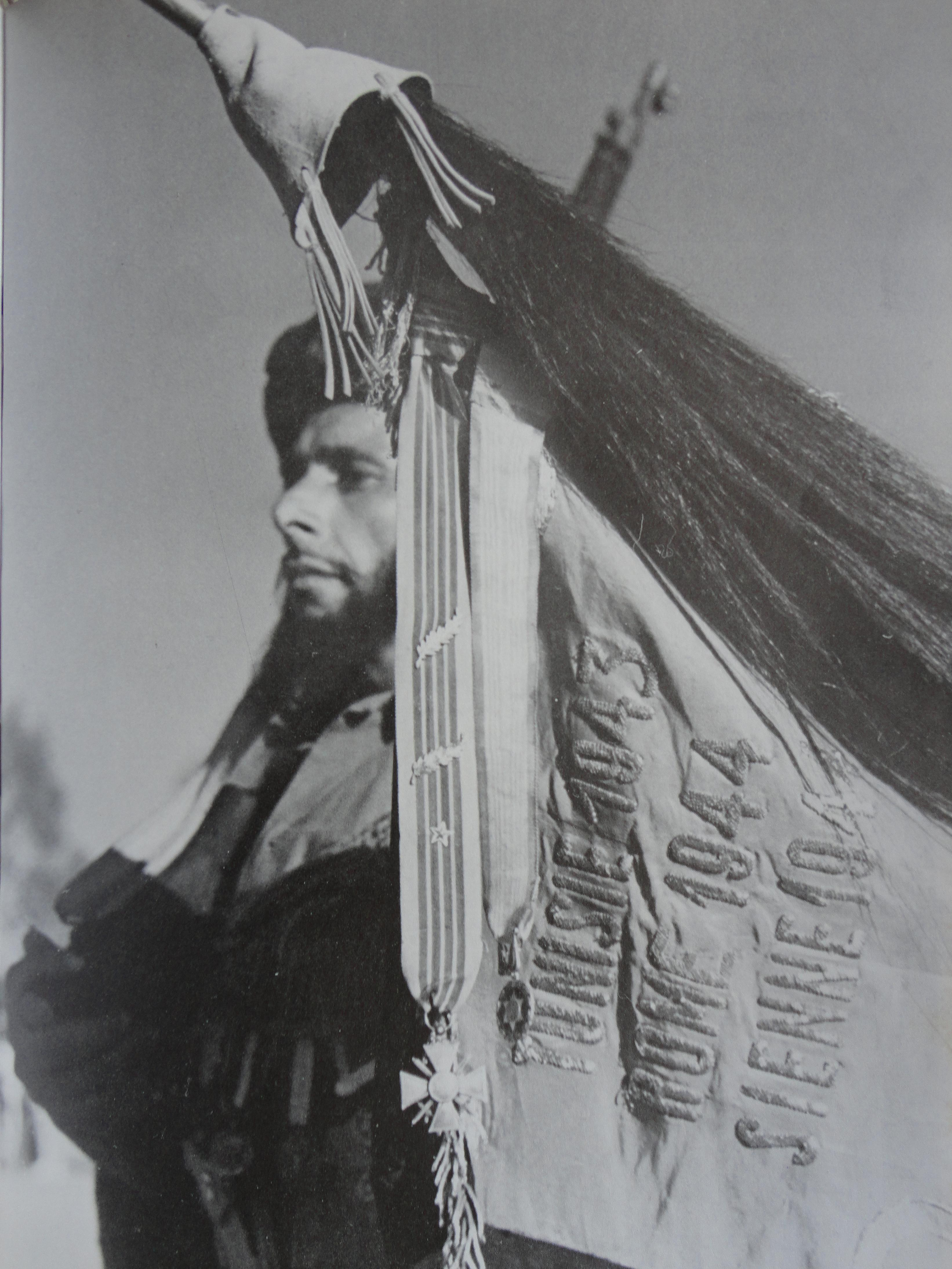
Pendón del GTM.

El pendón que los caracterizaba estaba adornado con una cola de caballo, reminiscencia del tug otomano, un símbolo de mando adoptado más tarde, alrededor de 1830, por la caballería del Ejército de África.

### Condecoraciones
Segunda guerra mundial
- Forrajera con oliva (olive, un tipo de botón de forma ovalada) con los colores de la cinta de la medalla militar y de la cruz de guerra 1939-1945 (4 citaciones en la orden del Ejército):[22]
  - 2.º GTM (4 citaciones)
- Forrajera con los colores de la cinta de la cruz de guerra 1939-1945 (2-3 citaciones en la orden del Ejército)[22]
  - 1er GTM (2 citaciones)
  - 3er GTM (2 citaciones)
  - 4.º GTM (2 citaciones)

Guerra de Indochina. Los nueve tabores que participaron en este conflicto fueron citados de numerosas formas y obtuvieron las siguientes condecoraciones colectivas:
- Forrajera con los colores de la cruz de guerra de los teatros de operaciones exteriores (2-3 citaciones en la orden del Ejército)[22]
  - 1er tabor marroquí
  - 5.º tabor marroquí
- Bandera de los goums condecorada con la Cruz de la Legión de Honor el 9 de julio de 1952[23]

## En la ficción
Una escena en la que las mujeres son violadas por goumiers durante la campaña italiana de 1944 de la Segunda Guerra Mundial tiene un papel clave en la novela de Alberto Moravia de 1958: La campesina (título original en italiano: La Ciociara) y la película de 1960 Dos mujeres (también La Ciociara en su versión original) basada en la novela.
Del mismo modo, en la novela Point of Honor de Mortimer R. Kadish (1951), que se desarrolla durante la campaña del ejército estadounidense en Italia en 1944, las páginas finales representan la protección de los estadounidenses a los aldeanos italianos contra la amenaza de violación y asesinato por tropas ayrab o goum.